# Нотр-Дам-де-Бондвиль
Нотр-Дам-де-Бондвиль (фр. Notre-Dame-de-Bondeville) — город на севере Франции, регион Нормандия, департамент Приморская Сена, округ Руан, центр одноименного кантона. Расположен в 8 км к северо-западу от Руана, в 4 км от автомагистрали А150. Через город протекает река Кайи, приток Сены. Входит в состав Метрополии Руан Нормандия.
Население (2018) — 6 990 человек.

## История
История Бондвиля начинается с основания в этом месте в 1150 году цистерцианского монастыря. Монастырь получал финансовую поддержку со стороны высшего дворянства, князей церкви, королей Англии и Франции. В 1657 году монастырь получил статус королевского аббатства, в 1778 году сгорел, а в 1790 году был окончательно разрушен. В XVIII веке здесь были открыты ткацкие фабрики.

## Достопримечательности
- Музей производства канатов Валуа, расположенный в бывшей канатной фабрике XIX века. Назван по имени основателя музея Жюля Валуа

## Экономика
Структура занятости населения:
- сельское хозяйство — 0,3 %
- промышленность — 27,2 %
- строительство — 12,5 %
- торговля, транспорт и сфера услуг — 25,7 %
- государственные и муниципальные службы — 34,3 %

Уровень безработицы (2017) — 14,5 % (Франция в целом —  13,4 %, департамент Приморская Сена — 15,3 %). 

Среднегодовой доход на 1 человека, евро (2018) — 21 580 (Франция в целом — 21 730, департамент Приморская Сена — 21 140).

## Демография
Динамика численности населения, чел.

## Администрация
Пост мэра Нотр-Дам-де-Бондвиль с 2019 года занимает Мирьям Мюло (Myriam Mulot). На муниципальных выборах 2020 года возглавляемый ею левый список победил в 1-м туре, получив 50,42 % голосов.
| Период | Период | Фамилия       | Партия                               | Примечания                                                      |
| ------ | ------ | ------------- | ------------------------------------ | --------------------------------------------------------------- |
| 1967   | 1982   | Марсель Соваж |                                      | строительный подрядчик                                          |
| 1982   | 1989   | Роже Пуньи    | Союз за французскую демократию       |                                                                 |
| 1989   | 2019   | Жан-Ив Мерль  | Социалистическая партия Разные левые | руководитель предприятия, член Генерального совета департамента |
| 2019   |        | Мирьям Мюло   | Непокорённая Франция                 | работник Министерства образования                               |

## Города-побратимы
- Риашуш, Португалия